# 米德兰车队
米德兰一级方程式车队（Midland F1 Racing，简称MF1）是一支在2006年征战一级方程式的俄罗斯车队，前身为乔丹车队，是第一支俄罗斯F1车队。
2005年初，乔丹车队被米德兰集团整体收购，并于2006赛季更名为米德兰车队征战一级方程式賽事。但在2006赛季结束前，车队再次易主，并在荷兰跑车厂商世爵公司接手后更名为世爵车队。2008年，世爵车队再度被转卖，随后更名为印度力量车队，直至2018赛季车队的准入许可被国际汽联取消。

## 并购乔丹车队（2005年）

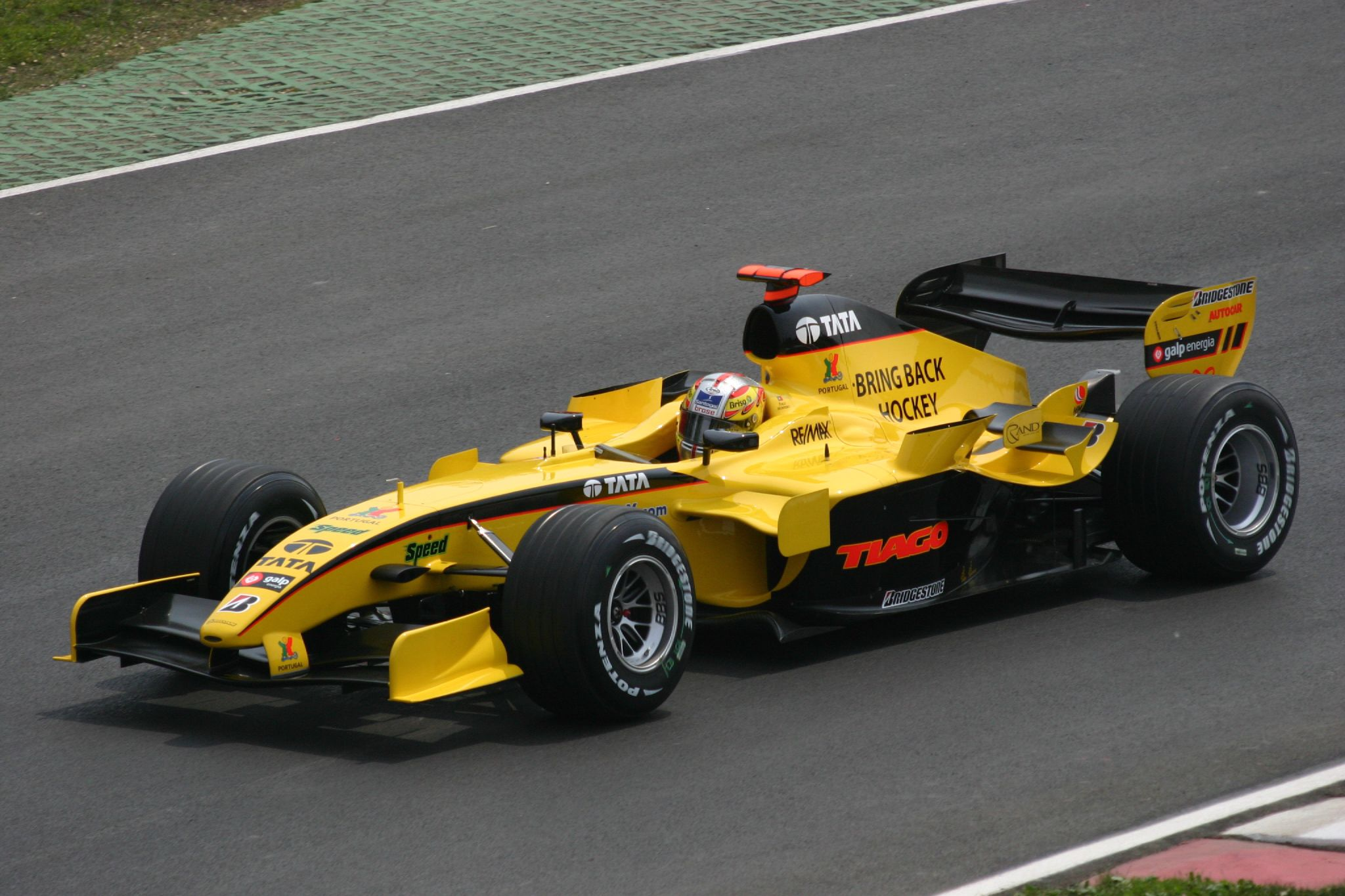
2005年加拿大大奖赛排位赛上驾驶乔丹EJ15赛车的蒂亚戈·蒙泰罗，该赛季乔丹车队依然保留黄色涂装

米德兰集团早在2004年就表示出参加F1赛事的意愿，同时制定了2006赛季起组队参赛的计划，并被认为可能以创建新车队或并购捷豹车队的方式进入F1。
最终，米德兰集团在2005年以6000万美元从埃迪·乔丹手中收购了当时财政状况不佳的乔丹车队。收购后的新车队被视为是乔丹车队的合法延续者，而不是一支新车队，也不需要缴纳向新车队收取的4800万美元参赛保证金，同时新车队还可以继承乔丹车队在2004年取得车队积分榜第9名后应得的电视转播分成。
在并购完成的第一个赛季，车队依旧以“乔丹车队”为名参加F1比赛，这也是车队第一个不由埃迪·乔丹参与管理的赛季。而车手阵容上则选择了葡萄牙新人车手蒂亚戈·蒙泰罗以及印度车手纳拉因·卡斯基延，而车队所使用的EJ15赛车也是乔丹车队历史上第一台以及唯一一台使用豐田引擎的赛车。
然而，在米德兰集团接手后的首个赛季之中，乔丹车队的赛车依然在大多数比赛之中排名末尾，只在颇具争议的美国站比赛之中由蒙泰罗取得了车队在该赛季的唯一一次领奖台登台（该场比赛只有6台赛车正常参赛并完成了比赛），而在之后的比利时站上蒙泰罗又取得第8名，为乔丹车队拿下了15年F1参赛史上的最后一个积分，同时这也是他连续第16场完成比赛，借此展现了乔丹车队该赛季赛车的可靠性。
最终，乔丹车队在以乔丹为名的最后一个赛季以12分排名年度积分榜第9位。此后，有消息称米德兰集团对此次收购表示不满，甚至准备在2006赛季集团正式进入F1前将乔丹车队再次转手。车队领队特雷弗·卡林（同时也是卡林车队创始人）在仅仅7站比赛后就离开车队，车队总工程师及设计师马克·史密斯也在2005赛季结束前离开车队。甚至，有传言称前F1车手（同时也是乔丹车队前车手）埃迪·埃尔文将出手从米德兰集团手中买断车队。

## 更名参赛（2006年）

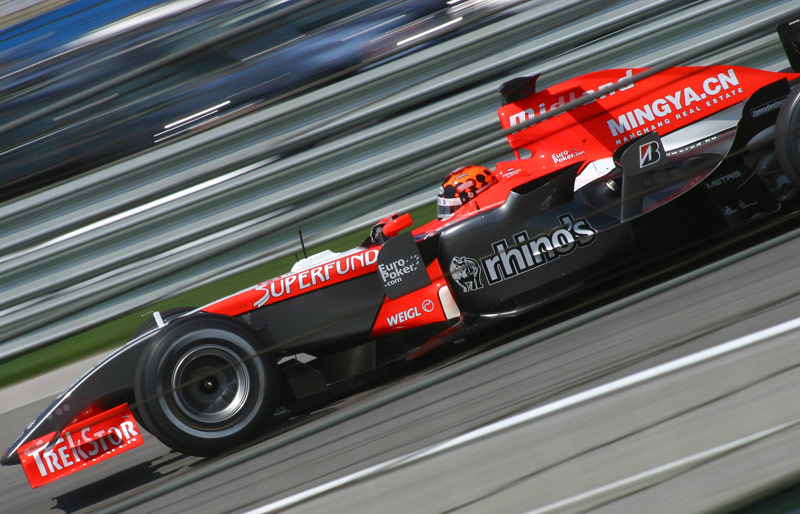
2006年美国大奖赛上驾驶米德兰M16赛车的克里斯蒂安·阿尔伯斯

2006赛季，米德兰集团正式将乔丹车队更名为“米德兰车队”，虽然研发基地仍然设置在前乔丹车队设于英国北安普敦郡银石的基地，但由于米德兰集团创始人亚历克斯·施奈德出生于俄罗斯，车队改为以俄罗斯赛车执照参赛，而不是过去15个赛季之中乔丹车队所使用的爱尔兰赛照。不过，由于车队的英文简称“MF1”与英国家居品牌MFI相似，米德兰车队的简称在英国引发了不少笑话。
车队新赛季的赛车被命名为米德兰M16，编号体系上延续了原乔丹车队的赛车编号，同时赛车颜色也由乔丹车队时期的黄色变为红色、白色和黑色三种颜色的组合，以反映出米德兰集团的背景，引擎则依然由丰田提供。意大利赛车底盘制造商达拉拉曾与米德兰车队签订协议，共同研发M16赛车，然而由于前期成果不佳，达拉拉与米德兰车队的协议被终止。2005年冬季，俄罗斯车手罗曼·鲁西诺夫曾代表车队测试了米德兰M16赛车，随后意大利摩托车手马克斯·比亚吉也曾在2006年1月参与到车队在英国银石的测试.。
车队的管理团队变动也带来了一些工作人员及车手上的变化，在乔丹车队工作多年的原空气动力学主管詹姆斯·基被提拔为技术总监，时年仅33岁的他也就此成为F1史上最年轻的技术总监之一。而在车手阵容上，虽然车队创始人亚历克斯·施奈德一直坚持车队将派出第一位俄罗斯F1正赛车手，并且为车队进行测试的罗曼·鲁西诺夫也与车队签约成为试车手，但由于缺乏俄罗斯赞助商，派出俄罗斯车手的计划未能成行。同时，车队也曾与日本车手佐藤琢磨进行过合同协商，但双方未能达成一致。最终，车队留用了前一个赛季为车队效力的蒂亚戈·蒙泰罗的同时，还从米纳尔迪车队挖来了荷兰车手克里斯蒂安·阿尔伯斯，两位车手成为车队2006赛季的正式车手。
在蒙泰罗和阿尔伯斯为车队出赛全赛季正赛的同时，另外有三位车手曾在2006赛季为米德兰车队出赛过周五的练习赛：
- 在巴林站、澳大利亚站、德国站和匈牙利站上，德国车手马库斯·温克霍克出赛练习赛[14]；
- 在马来西亚站、圣马力诺站、西班牙站、摩纳哥站、英国站、加拿大站、美国站、土耳其站和意大利站上，瑞士车手乔治·蒙迪尼（英语：Giorgio Mondini）出赛了练习赛；
- 在欧洲站和法国站上，阿德里安·苏蒂尔则为车队出赛练习赛。

虽然该赛季米德兰M16赛车相比前一个赛季的乔丹EJ15赛车相比有着明显的进步，相较于2005赛季每圈较领先车手慢4秒的EJ15赛车，2006赛季的M16赛车只比领先车手慢2秒左右，但进步幅度依然无法与其它更具实力的车队匹敌。最初几场比赛之中，米德兰赛车只能够领先于全场垫底的超级亚久里车队的两台赛车，但随着赛季的进行，轮胎供应商普利司通的轮胎开发以及赛车的空气动力学和操控性都有了显著的进步（空气动力学和赛车操控分别由西蒙·菲利普斯和理查德·弗里斯监督），M16赛车的表现也有所好转，能够在周六排位赛中偶尔进入第二节排位赛，并在比赛中与红牛车队和红牛二队的赛车竞争。不过，由于蒙泰罗和阿尔伯斯多次在比赛初期卷入事故，这些赛季中期的进步并不能转化为积分，导致赛车的完赛成绩继续排名末尾。甚至在德国站赛后，两台赛车由于被查出使用了违反技术规则的可变尾翼而被取消了比赛成绩。

## 转卖车队

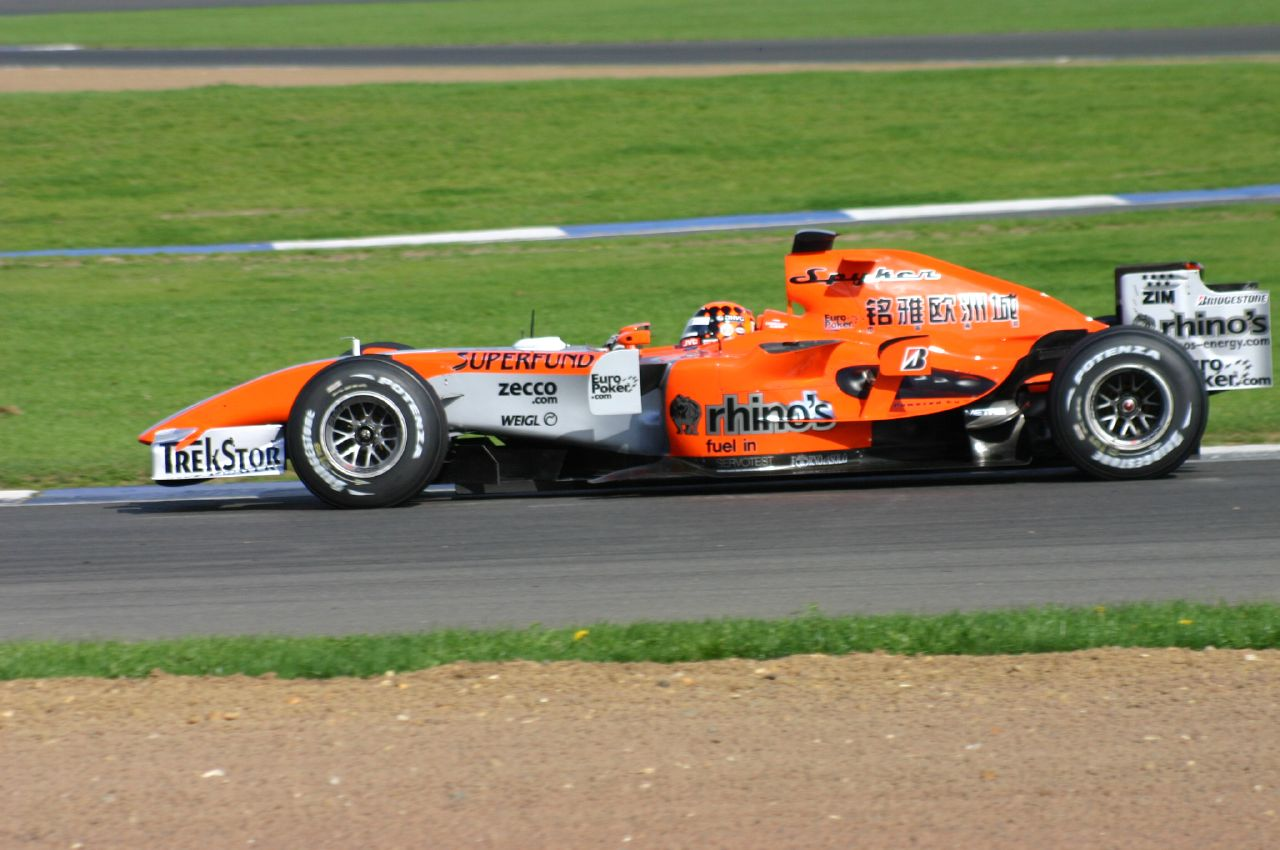
更换涂装的原米德兰M16赛车

由于米德兰车队始终未能取得积分，因此该赛季中期即有流言指出米德兰集团将以1.28亿美元的价格转卖车队，并且亚历克斯·施奈德正在认真考虑出售车队的可能性。此时距离埃迪·乔丹将车队售予米德兰集团还不到两年。车队转卖价格水涨船高的原因是当时的F1已经到达12支车队的参赛上限，2008赛季后将不再能够有新车队报名参赛。
最终，2006年9月米德兰车队以1.066亿美元被售予荷兰汽车厂商世爵公司.，但由于季中不允许车队更名，因此在2006赛季的最后三场比赛中，车队更名为“世爵米德兰车队”（Spyker MF1 Racing），并转用荷兰赛车执照参赛，赛车车身颜色也在最后三场比赛中更换为橙色与银色的组合。车队领队科林·科勒斯继续留任，迈克·摩尔成为车队赛事主管，曾在乔丹车队任职的迈克·加斯科因也在赛季末加盟车队担任总设计师。
在留用蒙泰罗和阿尔伯斯参加最后三场比赛的同时，亚历山大·普雷马、阿德里安·苏蒂尔和E.J.维索先后代表世爵米德兰车队出赛周五练习赛。而在最后三场比赛之中，世爵米德兰车队依然没有获得任何积分。
2007赛季，世爵米德兰车队更名为世爵F1车队，但在一个赛季后再次转手，成为后来的印度力量车队。

## F1賽季成績
(賽果底色示意列表)
粗體－桿位
斜體－最快圈速
* – 賽季進行中
† –  車手未完成賽事，但已完成90%的原定賽程，因而有排名
‡ –  由於未完成預定距離的75％，因此該場比賽只能獲得一半積分。
| 年度 | 底盤 | 引擎             | 輪胎 | 車手                | 1   | 2   | 3   | 4   | 5   | 6   | 7   | 8   | 9   | 10  | 11  | 12  | 13  | 14  | 15  | 16  | 17  | 18  | 積分 | 車隊排名 |
| ---- | ---- | ---------------- | ---- | ------------------- | --- | --- | --- | --- | --- | --- | --- | --- | --- | --- | --- | --- | --- | --- | --- | --- | --- | --- | ---- | -------- |
| 2006 | M16  | 豐田RVX-06 2.4V8 | B    |                     | BHR | MAL | AUS | SMR | EUR | ESP | MON | GBR | CAN | USA | FRA | GER | HUN | TUR | ITA | CHN | JPN | BRA | 0    | 第10     |
| 2006 | M16  | 豐田RVX-06 2.4V8 | B    | 蒂亚戈·蒙泰罗       | 17  | 13  | Ret | 16  | 12  | 16  | 15  | 16  | 14  | Ret | Ret | DSQ | 9   | Ret | Ret | Ret | 16  | 15  | 0    | 第10     |
| 2006 | M16  | 豐田RVX-06 2.4V8 | B    | 克里斯蒂安·阿尔伯斯 | Ret | 12  | 11  | Ret | 13  | Ret | 12  | 15  | Ret | Ret | 15  | DSQ | 10  | Ret | 17  | 15  | Ret | 14  | 0    | 第10     |

- 因使用違反技術規定的可变尾翼，米德兰车队的两台赛车在德国站赛后被取消成绩。

## 外部鏈結
- MF1 Racing official website